# Kaj žre Gilberta Grapa?
Kaj žre Gilberta Grapa? (v izvirniku angleško What's eating Gilbert Grape) je ameriški dramski film režiserja Lasseja Hallströma, ki je izšel leta 1993 v distribuciji Paramount Pictures. V glavnih vlogah so igrali Johnny Depp, Juliette Lewis, Darlene Cates in Leonardo DiCaprio.
Zgodba govori o mladem Gilbertu Grapu, ki dela kot pomočnik v trgovini v zaspanem mestecu nekje na ameriškem podeželju in skrbi za izjemno debelo in nepokretno mati ter umsko zaostalega brata. Scenarij je napisal Peter Hedges po svojem istoimenskem romanu iz leta 1991. Film je bil med kritiki dobro sprejet, posebej pa je izstopala prepričljiva igra Leonarda DiCapria v vlogi umsko zaostalega najstnika, s katero si je prislužil nominaciji za oskarja in zlati globus.

## Zgodba
Gilbert Grape (Johnny Depp) je štiriindvajsetletnik, ki živi z družino v mestecu Endora v Iowi, kjer dela kot prodajalec v lokalni špeceriji, praktično ves prosti čas pa porabi za skrb za kronično debelo mati Bonnie (Darlene Cates) in umsko zaostalega brata Arnieja (Leonardo DiCaprio), ob starejši sestri, ki gospodinji, in mlajši, ki je vsega naveličana najstnica. Najrazburljivejši dogodek v mestu je vsakoletni prihod konvoja prikolic na poti v bližnji kamp. Njegova mati je obupala nad življenjem, ko se je oče pred sedemnajstimi leti obesil v kleti in zdaj vse dni ždi pred televizijskim sprejemnikom ter zaradi prekomerne telesne teže nikoli ne gre ven, tako da je Gilbert prevzel odgovornost za vzdrževanje hiše. Skrbi tudi, da Arnie, ki mu je največje veselje plezati na mestni vodni stolp, ne zaide v težave. V vlogi družinskega očeta ima številne skrbi, od novega supermarketa, ki je speljal stranke njegovi trgovinici, do tega, kako prikriti razmerje s poročeno Betty Carver (Mary Steenburgen).
V času, ko se družina pripravlja na Arniejev osemnajsti rojstni dan, se skozi mesto znova pripeljejo turisti. Zaradi okvare na bližnjem travniku obtičita Becky (Juliette Lewis) in njena babica. Becky in Gilbert se počasi zbližata, vendar postane Gilbertu njegova družinska odgovornost zaradi tega v breme, zaradi česar se čuti krivega. Nekega dne odide na večerni zmenek z Becky in pusti Arnieja naj se sam umije do konca. Domov pride pozno in zaspi, zjutraj pa najde Arnieja, kako drgeta v mrzli kadi, kar še poglobi njegov občutek krivde. Po drugi strani se njegov odnos z Betty konča, ko njen mož umre zaradi srčnega napada in ona odide iz mesta v iskanju novih priložnosti. Gilbert in Arnie kljub nenavadnosti prirasteta k srcu Becky, ki v pogovoru z Gilbertom spozna, da si želi njegove iskrenosti in nesebičnosti.
Ko sta nekoč zatopljena v pogovor, jima Arnie spet pobegne do vodnega stolpa in spleza nanj. Tokrat policisti niso več prizanesljivi do njegovih norčij in ga aretirajo. To pripravi Bonnie, ki že sedem let ni šla iz hiše, da odide do policijske postaje in se izpostavi norčevanju meščanov, vendar izsili Arniejevo izpustitev. Kmalu po tistem Gilbert, ki se mu Arnie vedno upira, ko je čas za kopel, izgubi živce ter Arnieja večkrat udari. Nato, zaprepaden nad sabo, brez besed odide iz hiše in se odpelje. Arnie medtem pobegne k Becky, ki skrbi zanj dokler ne prideta njegovi sestri in ga pobereta. Ko Gilbert z Beckyjino pomočjo premisli o dogodkih, se vrne domov na Arniejevo zabavo da bi se pobotal z bratom. Tudi materi se opraviči za svoje vedenje in ji obljubi, da ne bo več dopustil, da bi jo kaj prizadelo. Nato ji predstavi Becky, kar se je prej obotavljal storiti.
Tudi Bonnie prične ob teh dogodkih razmišljati o svojem življenju. Po končani zabavi prvič po moževi smrti zleze po stopnicah do spalnice v zgornjem nadstropju. Kasneje pride k njej Arnie, a jo najde mrtvo. Otroci se zavedajo, da se bo celo mesto smejalo in opravljalo, ko jo bodo morali z avtodvigalom spraviti iz spalnice za pogreb. Sklenejo, da tega ne bodo dopustili, zato spraznijo hišo in jo z Bonnie vred zažgejo. Zadnji prizor je leto dni kasneje; Gilbert opisuje, kaj se je po tistem zgodilo z družino medtem ko z Arniejem čakata ob cesti na Becky in njeno babico. Nazadnje se vsi skupaj odpeljejo iz mesta.

## Igralska zasedba
- Johnny Depp kot Gilbert Grape
- Juliette Lewis kot Becky, Gilbertova simpatija
- Leonardo DiCaprio kot Arnie Grape, Gilbertov umsko zaostali brat
- Mary Steenburgen kot Betty Carver, poročena ženska, s katero ima Gilbert razmerje
- Darlene Cates kot Bonnie Grape, Gilbertova mati
- Laura Harrington kot Amy Grape, Gilbertova starejša sestra
- Mary Kate Schellhardt as Ellen Grape, Gilbertova mlajša sestra
- Kevin Tighe kot Ken Carver, zavarovalniški agent in Bettyin mož
- John C. Reilly kot Tucker Van Dyke, Gilbertov prijatelj
- Crispin Glover kot Bobby McBurney, Gilbertov prijatelj
- Penelope Branning kot Beckyjina babica
- Libby Villari kot natakarica

## Produkcija
Večina filma je bila posneta v kraju Manor v Teksasu in njegovi okolici, predvsem na kmetiji Jima Lutza in Alex Carrillo, ki je bila pred tem že uporabljena kot lokacija v filmu Roadie (1980). Snemanje se je začelo jeseni 1992.
Leonardo DiCaprio je v pripravah na vlogo preživel nekaj dni v domu za duševno prizadete mladostnike da se je vživel v njihovo spontanost in nepredvidljivost. Režiser mu je dal pri igri veliko svobode. Podobno spontana je bila vloga Darlene Cates, sicer amaterke, ki so jo ustvarjalci filma opazili po nastopu v pogovorni oddaji; trpi namreč za agorafobijo in je v času snemanja tehtala več kot 220 kg. Po drugi strani je nedodelanost – scenarij je bil v času snemanja bolj ali manj še v fazi osnutka – pogosto vodila do konfliktov med režiserjem in Deppom.
Film je izšel decembra 1993.

## Odziv
Kritiški odziv je bil izrazito pozitiven; komentatorji so pohvalili prisrčnost in iskrenost ter film kljub nekoliko predvidljivi zgodbi skoraj soglasno ocenili pozitivno. S svojo igro je prvič pritegnil pozornost takrat devetnajstletni Leonardo DiCaprio, ki si je prislužil nomaciji za oskarja in zlati globus 1994 za najboljšo moško stransko vlogo (obe nagradi je tisto leto odnesel Tommy Lee Jones za vlogo v filmu Begunec). Zvezdniški zasedbi navkljub pa je bil film zaradi zgrešene oglasne kampanje med občistvom spregledan in je s predvajanjem v kinematografih prinesel le okrog 10 milijonov USD zaslužka. Šele z izdajo za domači video je pridobil večje občinstvo ljubiteljev, ki še zdaj obiskujejo lokacijo snemanja.